# Запах (деталь одежды)
Запа́х — в одежде, часть полы, заходящая на противоположную полу.

## Правый и левый запах

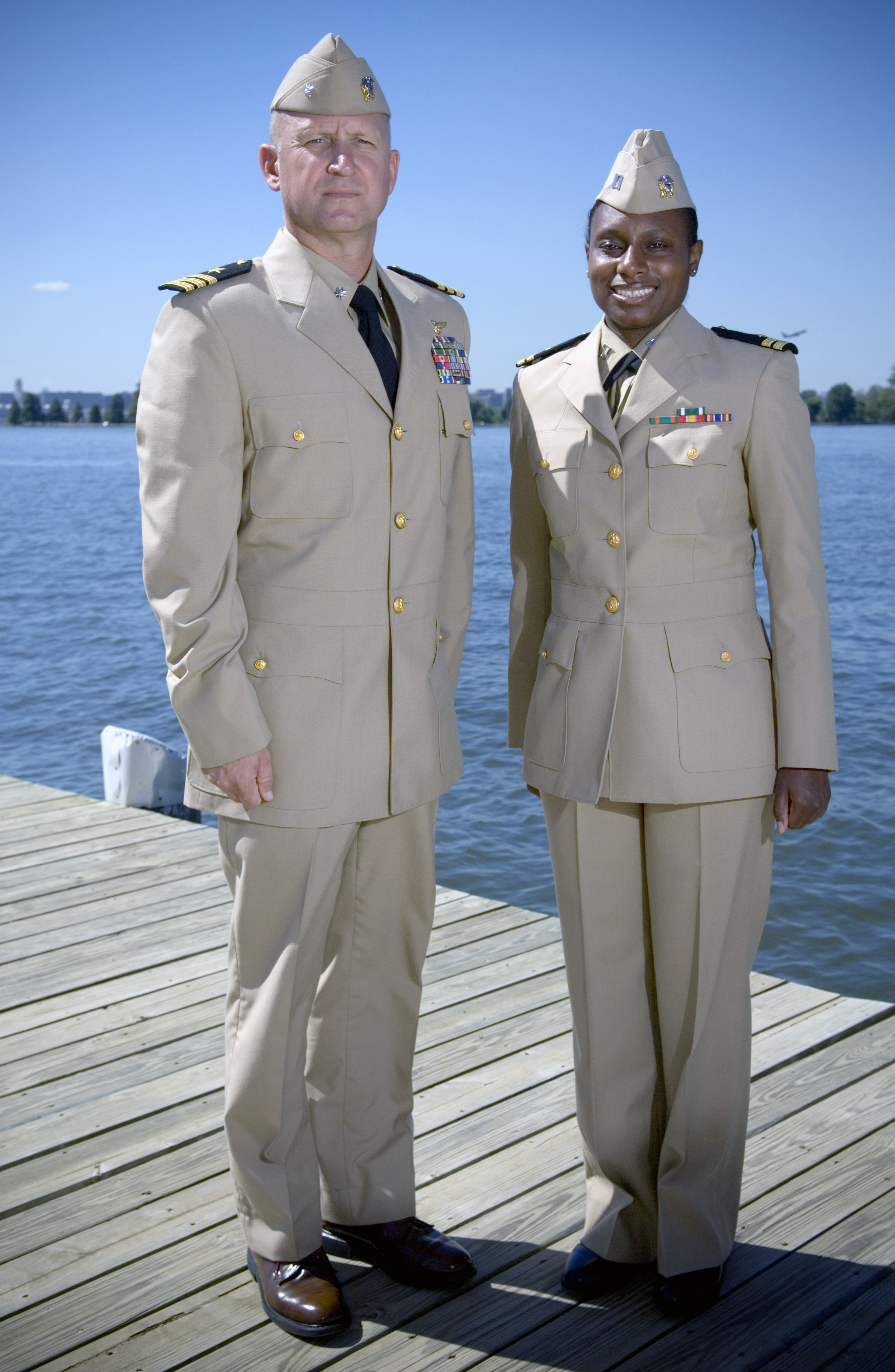
Правый запах на мужском кителе, левый на женском (прототип униформы ВМФ США).

В зависимости от направления запахивания различают правый запах, когда левая пола запахивается поверх правой в правом направлении и левый запах, когда правая пола запахивается поверх левой.
Направление запаха определяется этнокультурными нормами, например:
- в европейской традиции правый запах считается мужским, а левый — женским. Одно из многочисленных объяснений состоит в том, что правый запах пришёл из доспехов, где он диктовался тем, что в сражении левая сторона, прикрытая щитом, повёрнута к врагу и потому не должна содержать щелей. Левый запах женской одежды связывают с тем, что кормящим матерям удобнее держать младенцев левой рукой и кормить левой грудью, чтобы правая рука оставалась свободной для других дел. При этом ребёнка можно было прикрыть от холода правой полой одежды.[2];
- у китайцев традиционен правый запах; левый запах для них — атрибут «северных варваров»-кочевников[3]. Левый запах также применялся для одежды покойников[4];
- того же правого запаха придерживаются большинство народов Дальнего Востока (кроме некоторых кочевников): японцы, корейцы, монголы, уйгуры[5]. Японцы также применяют юкату с левым запахом для одевания покойников;
- чжурчжэни использовали левый запах[5];
- в Индии XIX века мусульмане в Пенджабе и Раджастане использовали правый запах, а индусы — левый, при том, что и те, и другие носили одинаковую одежду[6];
- у древних египтян направление запаха юбки-схенти[англ.] зависело от эпохи и социального положения владельца, так, в Древнем царстве фараоны использовали правый запах, а придворные — левый[7].

Многие народы, которые использовали левый запах, со временем перешли на правый. Исследователи связывают это с удобством доставания вещей из-за пазухи правой рукой.